# フランティシェク・クサヴェル・デュシェック
フランティシェク・クサヴェル・デュシェック（ドゥシェック、František Xaver Dušek, 1731年12月8日 ホチェボルキー - 1799年2月12日 プラハ）は、チェコの作曲家・クラヴィーア奏者。モーツァルトの友人として歴史に名を残している。生前はフランツ・クサーヴァー・ドゥセック（Franz Xaver Dussek）というドイツ語名で有名だった。「ソナチネ・アルバム」でデュセック（またはデュシェック）と呼ばれて有名なヤン・ラディスラフ・ドゥシークと混同しやすい。
ウィーンでゲオルク・クリストフ・ヴァーゲンザイルにチェンバロを師事し、1770年ごろプラハにおいて自らも鍵盤楽器教師として成功する。作品にクラヴィーアのための協奏曲やソナタ、変奏曲のほか、交響曲や弦楽四重奏曲などがある。
コシジェーの自宅はしばしばモーツァルトが訪れ、1787年に歌劇《ドン・ジョヴァンニ》を、1791年には《ティトゥス帝の慈悲》を完成させている。モーツァルトが滞在したことのあるプラハのデュシェック邸「ベルトラムカ」はいまなお残っており、デュシェックの記念館になっている。
デュシェック夫人ヨーゼファ・ハンバッハー（Josepha Duschek,1753年3月7日 プラハ - 1824年1月8日 同地）はもとはデュシェックの弟子であり、自らもピアニストや声楽家として名声を博した。彼女の祖父は《第一戒律の責務》の台本を書いた文筆家でザルツブルク市長のイグナーツ・アントン・ヴァイザー（Ignaz Anton Weiser,1701-1785）である。